# Inva Mula
Inva Mula, albanska sopranistka in igralka, * 1963, Tirana, Albanija.
Prvi vidnejši uspehi Inve Mule so se začeli konec 80-ih let 20. stoletja. Leta 1987 je zmagala na tekmovanju Cantante d'Albania v Tirani ter leta 1988 na tekmovanju George Enescu v Bukarešti. Leta 1992 je bila prvonagrajenka tekmovanja Butterfly v Barceloni. Leta 1993 je v Parizu prejela prvo nagrado na tekovanju Plácida Dominga Operalia International Opera Competition. 
Nastopala je po vsem svetu, na začetku svoje kariere v pariški Opéra Bastille, v Bruslju za festival Europalia Mexico, v Münchnu in Oslu. Leta 1996 je nastopila v operi Medeja Luigija Cherubinija v Compiègnu, Francija. Nato je leta 1998 nastopala v Bizetovi operi La Jolie fille de Perth (izdana na zgoščenki in DVD). Po tem, ko je skupaj z Angelo Gheorghiu za založbo EMI posnela Puccinijevo opero La Rondine, je leta 2005 v odrskih uprizoritvah te opere prevzela glavno vlogo Magde med izvedbami v Toulouseu in Parizu. Leta 1997 je »posodila« svoj glas francoski igralki Maïwenn Le Besco, ki je kot Diva Plavalaguna nastopila v filmu Luca Bessona Peti element. Zapela je ariji Oh, giusto cielo!...Il dolce suono iz Donizettijeve opere Lucia di Lammermoor ter Ples dive. Kasneje je nastopila v koncertni izvedbi Bizetove opere Ivan IV, ki je bila na tak način prvič izvedena v pariški Salle Pleyel (posnetek tega koncerta je bil izdan na zgoščenki). Leta 2001 je nastopala na italijanskih odrih, v milanski La Scala z Verdijevo opero Falstaff ter v veronski areni z Rigolettom (obe izvedbi sta izdani na DVD-ju). 
Mula je mdr. znana po vlogah v operah Lucia di Lammermoor, La bohème in Manon. Pomembna je tudi njena vloga Violette v operi La Traviata, s katero je nastopala po svetu, mdr. v Tokiu, Bilbau, Orangeu, Trstu in Torontu. Leta 2007 je kot Adina nastopila v operi L'elisir d'amore v Toulouseu, leta 2009 pa naslovno vlogo Gounodove opere Mireille s pariško opero v Palais Garnier, posnetek predstave je bil izdan na DVD-ju. 
Njen mož Pirro Çako je priznani albanski pevec in skladatelj, zaradi tega se je v preteklosti podpisovala kot Tchako, kar je v mednarodnem smislu lažje črkovati kot Çako. Kljub temu je sredi 90-ih let 20. stoletja začela uporabljati ime Inva Mula in se ni več vrnila k staremu imenu.